# 保加利亚共产党 (1990年)
保加利亚共产党（缩写为BKP）是保加利亚的一个共产主义政党。该党成立于1990年4月25日，当时取名为劳动人民党，分裂自保加利亚社会党；同年6月21日，该党改用现名，并宣称自己是原来的保加利亚共产党的继承者。该党的意识形态是共产主义、马克思列宁主义、斯大林主义。该党的政治立场是极左翼。该党的创始人是Vladimir Asenov Spasov，主席是Zonka Zlatkova Spasov。该党的总部位于索非亚。该党出版刊物《共产主义事实》。该党是革命政党和组织国际协调的成员。